# Gavriil Tihov
Gavriil Adrianovici Tihov (în rusă Гавриил Адрианович Тихов; n. 19 aprilie/1 mai 1875, Smaliavičy⁠(d), Mienskaja voblasć, Belarus – d. 25 ianuarie 1960, Almaty, RSS Kazahă, URSS) a fost un astronom rus, membru corespondent al Academiei de științe din URSS și academician al Academiei de științe din Kazahstan, unul dintre fondatorii școlii științifice de astronomie din Kazahstan. Academicianul Tihov este cunoscut pentru promovarea ideii, că pe planeta Marte există viață, concepție, pe care a promovat- o începând din anul 1948, bazată pe ipoteza existenței apei.